# Орден князя Ліхтенштейну «За заслуги»

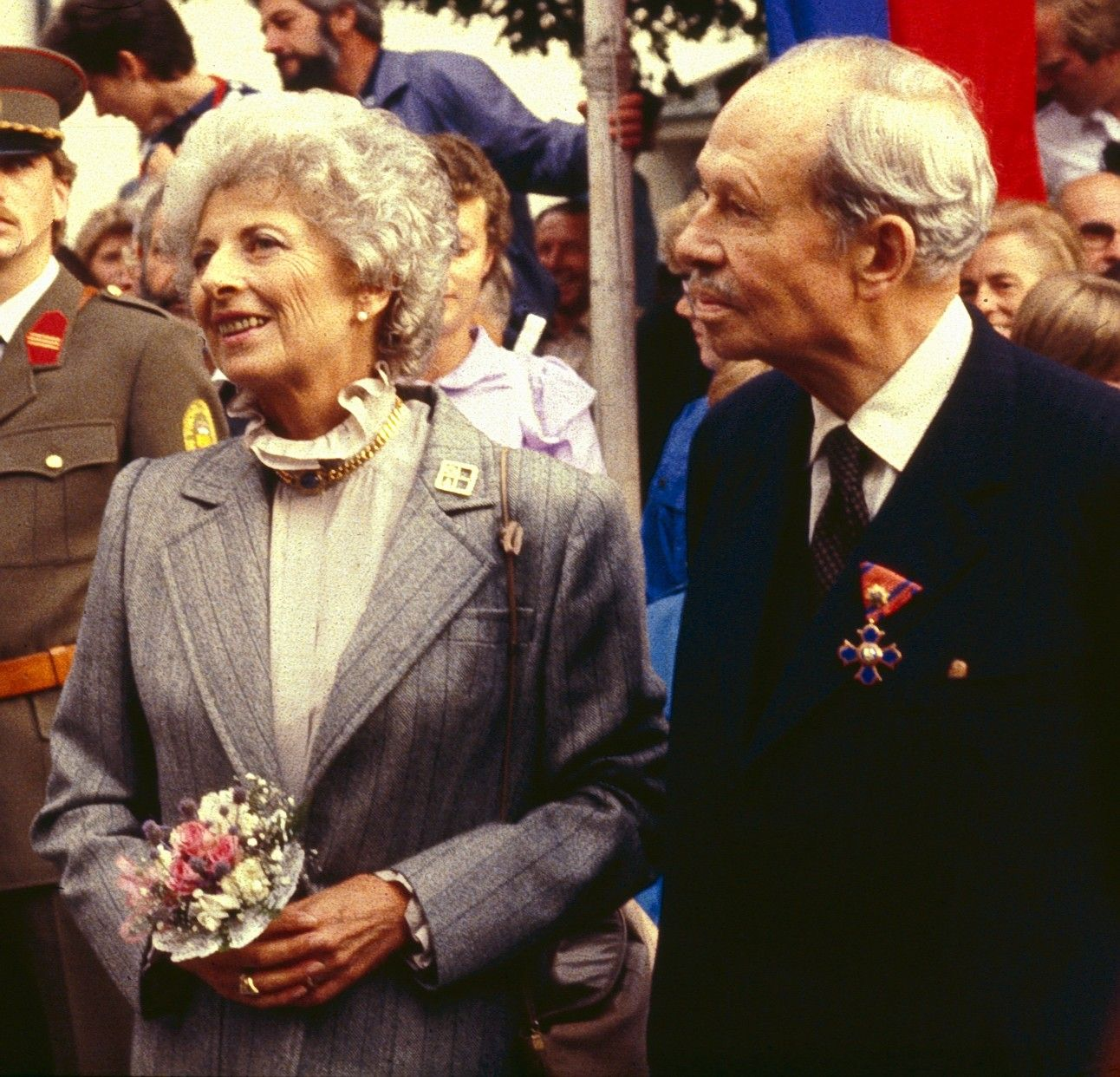
Князь Франц Йосиф II (з мініатюрою вищого класу ордена) із дружиною

Орден князя Ліхтенштейну «За заслуги» (нім. Fürstlich Liechtensteinischer Verdienstorden) — державна нагорода князівства Ліхтенштейн. Орденом нагороджуються за заслуги перед князівством Ліхтенштейн. Заснував орден князь Франц I 22 липня 1937 року (у річницю одруження).

## Класи ордену
Орден поділяється на шість класів та дві медалі:
- Велика зірка ордена князя Ліхтенштейну «За заслуги»
- Великий хрест ордена князя Ліхтенштейну «За заслуги» з алмазами (із 30 вересня 1960 року з діамантами)
- Великий хрест ордена князя Ліхтенштейну «За заслуги»
- Командорський хрест ордена князя Ліхтенштейну «За заслуги» із зіркою
- Командорський хрест ордена князя Ліхтенштейну «За заслуги»
- Лицарський хрест ордена князя Ліхтенштейну «За заслуги»
- Золота медаль ордена князя Ліхтенштейну «За заслуги»
- Срібна медаль ордена князя Ліхтенштейну «За заслуги»

## Кавалери ордена
- Франц I, Великий хрест
- Вольфганг Шюссель, Великий хрест
- Йозеф Гооп, Великий хрест
- Герард Батлінер, Великий хрест
- Алоїс Мок, Великий хрест
- Герберт Шамбек, Великий хрест